# Papiro 92

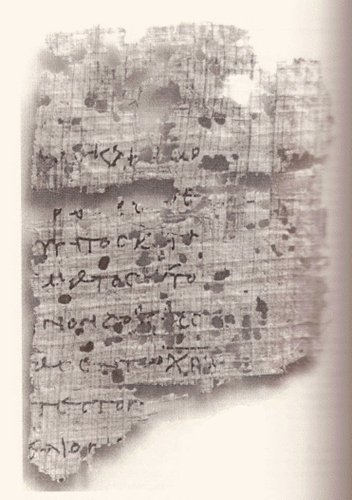
Fragmento de Efesios en el ^{92}

El Papiro 92 (en la numeración Gregory-Aland), designado como {\displaystyle {\mathfrak {P}}}92, (PNarmuthis 69.39a/229a) es un papiro del Nuevo Testamento. El códice está escrito en papiro. Paleográficamente ha sido fechado al siglo III. Contiene pasajes de Efesios y la Segunda Carta a los Tesalonicenses

## Descripción
El texto se conserva en dos fragmentos, la Carta a los Efesios (1,11-13.19-21) y la segunda carta a los Tesalonicences. El tamaño original de la hoja era de 14.5 por 1.25 cm. y la escritura en 27 líneas por página.
Este manuscrito tiene escritos los nombres sagrados con abreviaturas. 
Kurt Aland lo consideró como uno de los tres manuscritos más antiguos de la carta a los Efesios y uno de los dos manuscritos más antiguos de 2 a los Tesalonicences. Según Comfort este es uno de los seis manuscritos más antiguos que contienen el conjunto completo de las cartas de Pablo. Los otros cinco manuscritos son: el Papiro 13, el Papiro 15/16, el Papiro 30, el Papiro 46, el Papiro 49.

## Texto
El texto griego de este códice es una representación del tipo textual alejandrino. El {\displaystyle {\mathfrak {P}}}92 muestra una gran afinidad con el {\displaystyle {\mathfrak {P}}}46, el Códice Sinaítico, y el Códice Vaticano.

## Historia
El manuscrito fue encontrado en Fayum en 1969. El texto del manuscrito fue publicado por Claudio Galazzi en 1982.
Actualmente está guardado en el Museo Egipcio (Inv. 69,39a + 69,229a) en El Cairo.

## Imágenes
- Imagen del {\displaystyle {\mathfrak {P}}}92 (en inglés)

## Lectura adicional
- Claudio Galazzi, Frammenti di un codice con le Epistole de Paolo, Zeitschrift für Papyrologie und Epigraphik 46 (Bonn: 1982), pp. 117–122.

| Predecesor: Papiro 91 | Papiro 92 | Sucesor: Papiro 93 |

- Datos: Q1849714
- Multimedia: Papyrus 92 / Q1849714